# Nationale Sluitingsprijs 2017
Il Nationale Sluitingsprijs 2017, ottantaquattresima edizione della corsa, valido come evento dell'UCI Europe Tour 2017 categoria 1.1, si svolse il 17 ottobre 2017 per un percorso di 183,6 km, con partenza ed arrivo a Stabroek, in Belgio. Fu vinto dall'olandese Arvid de Kleijn, al traguardo in 3h46'57" alla media di 48,54 km/h, precedendo l'altro olandese Coen Vermeltfoort e il belga Timothy Dupont, piazzatosi terzo.
Dei 129 ciclisti iscritti furono in 128 a partire e in 110 a completare la gara.

## Squadre partecipanti
| N.    | Cod. | Squadra                      |
| ----- | ---- | ---------------------------- |
| 1-10  | WVA  | WB Veranclassic Aqua Protect |
| 11-18 | LTS  | Lotto-Soudal                 |
| 21-30 | TLJ  | Team Lotto NL-Jumbo          |
| 31-40 | RNL  | Roompot-Nederlandse Loterij  |
| 41-50 | SVB  | Sport Vlaanderen-Baloise     |
| 51-60 | WGG  | Wanty-Groupe Gobert          |
| 61-68 | VWC  | Vérandas Willems-Crelan      |
| 71-80 | CIB  | Cibel-Cebon                  |
| 82-88 | DCR  | Delta Cycling Rotterdam      |

| N.      | Cod. | Squadra                        |
| ------- | ---- | ------------------------------ |
| 91-100  | MET  | Metec-TKH                      |
| 101-109 | MCT  | Monkey Town Continental Team   |
| 111-117 | PSV  | Pauwels Sauzen-Vastgoeds.      |
| 121-128 | SEG  | Seg Racing Academy             |
| 131-138 | PCW  | T.Palm-Pôle Continental Wallon |
| 141-150 | TIS  | Tarteletto-Isorex              |
| 151-160 | CCD  | Differdange-Losch              |
| 161-170 | SVL  | Sauerland NRW                  |
| 171-180 | BDC  | Baby-Dump Cyclingteam          |

## Ordine d'arrivo (Top 10)
| Pos. | Corridore          | Squadra           | Tempo    |
| ---- | ------------------ | ----------------- | -------- |
| 1    | Arvid de Kleijn    | Baby-Dump         | 3h46'57" |
| 2    | Coen Vermeltfoort  | Roompot           | s.t.     |
| 3    | Timothy Dupont     | Veranda's         | s.t.     |
| 4    | Robin Stenuit      | Wanty-Gobert      | s.t.     |
| 5    | Roy Jans           | WB Veranclassic   | s.t.     |
| 6    | Jelle Mannaerts    | Tarteletto-Isorex | s.t.     |
| 7    | Kenny Dehaes       | Wanty-Gobert      | s.t.     |
| 8    | Bert Van Lerberghe | Sport Vlaanderen  | s.t.     |
| 9    | Christophe Noppe   | Sport Vlaanderen  | s.t.     |
| 10   | Jarl Salomein      | Sport Vlaanderen  | s.t.     |